# گورستان چغا ملک
گورستان چغا ملک مربوط به مفرغ است و در شهرستان پل‌دختر، بخش مرکزی، دهستان جایدر، ۲۵۰ متری جنوب روستای میدان بزرگ واقع شده و این اثر در تاریخ ۲۸ اسفند ۱۳۸۵ با شمارهٔ ثبت ۱۸۴۶۲ به‌عنوان یکی از آثار ملی ایران به ثبت رسیده است.